# Augers-en-Brie
Augers-en-Brie település Franciaországban, Seine-et-Marne megyében. Lakosainak száma 275 fő (2022. január 1.). Augers-en-Brie Rupéreux, Sancy-lès-Provins, Villiers-Saint-Georges, Voulton, Cerneux, Courtacon és Les Marêts községekkel határos.

## Népesség
A település népességének változása:
| Lakosok száma | 305  | 305  | 310  | 300  | 297  | 294  | 292  | 285  | 275  |
|               | 2013 | 2015 | 2016 | 2017 | 2018 | 2019 | 2020 | 2021 | 2022 |